# Handball aux Jeux olympiques d'été de 1972
Navigation
Berlin 1936 Montréal 1976
L'épreuve de handball aux Jeux olympiques d'été de 1972 s'est déroulée à Munich en Allemagne de l'Ouest du 30 août au 10 septembre 1972. 
Après une première apparition dans son format à onze joueurs sur gazon et en plein air à l'occasion des Jeux olympiques de Berlin en 1936 puis en sport de démonstration en 1952 (en), il s'agit de la première édition du tournoi de handball aux Jeux olympiques dans son format actuel, c'est-à-dire en salle et à sept joueurs. Cette réinscription a notamment été portée par Willi Daume (de), vice-président du CIO et ancien président de la Fédération allemande de handball.
Seul un tournoi masculin est disputé pour cette édition. Parmi les 9 premières équipes du championnat du monde 1970, seul le Danemark ne parvient pas à se qualifier pour le tour principal. Dans le groupe I, l'Allemagne de l'Est a battu la Tchécoslovaquie lors du tour préliminaire mais a ensuite été battue par l'URSS et doit donc laisser la première place et donc la finale aux Tchécoslovaques. Dans le groupe II, les deux premières places sont déterminées par la victoire surprise de la Yougoslavie 14 à 13 face aux champions du monde roumains.
Le match pour la médaille de bronze entre l'Allemagne de l'Est et la Roumanie est donc une revanche de la finale du championnat du monde 1970. Si les Roumains avait alors eu besoin de deux prolongations pour écarter les Est-allemands, la différence s'est dessinée plus rapidement en faveur de la Roumanie (19-16, mi-temps 11-8). En finale, la Yougoslavie a rapidement creusé l'écart (4-0 à la 6e minute) pour terminer avec une avance de 7 buts à la mi-temps (12-5) qui ne sera jamais comblée par la Tchécoslovaquie qui s'incline finalement 16 à 21.

## Podium final
| Médaille                            | Pays            | Joueurs |
| ----------------------------------- | --------------- | --- |
| Médaille d'or, Jeux olympiques      | Yougoslavie     | Abas Arslanagić, Čedomir Bugarski, Petar Fajfrić, Hrvoje Horvat, Milorad Karalić, Đorđe Lavrnić, Milan Lazarević, Zdravko Miljak, Slobodan Mišković, Branislav Pokrajac, Nebojša Popović, Miroslav Pribanić, Dobrivoje Selec, Albin Vidović, Zdenko Zorko, Zoran Živković |
| Médaille d'argent, Jeux olympiques  | Tchécoslovaquie | Peter Pospíšil, Ivan Satrapa, Vladimír Jarý, Jiří Kavan, Andrej Lukošík, Vladimír Habr, Jindřich Krepindl, Ladislav Beneš, Vincent Lafko, Jaroslav Konečný, Pavol Mikeš, František Brůna, Jaroslav Škarvan, Zdeněk Škára, František Kralik, Arnošt Klimčík                |
| Médaille de bronze, Jeux olympiques | Roumanie        | Cornel Penu, Alexandru Dincă, Gabriel Kicsid, Ghiță Licu, Cristian Gațu, Roland Gunesch, Radu Voina, Simon Schobel, Gheorghe Gruia, Werner Stockl, Dan Marin, Adrian Cosma, Valentin Samungi, Constantin Tudosie, Ștefan Birtalan                                         |

## Présentation

### Équipes qualifiées
Les 16 équipes qualifiées sont :
| Motif de qualification    | Motif de qualification | Date                      | Lieu       | Places | Qualifiés                                                                             |
| ------------------------- | ---------------------- | ------------------------- | ---------- | ------ | ------------------------------------------------------------------------------------- |
| Pays organisateur         | Pays organisateur      | -                         | -          | 1      | Allemagne de l'Ouest                                                                  |
| Championnat du monde      | Championnat du monde   | 26 février au 8 mars 1970 | France     | 7      | Roumanie, Allemagne de l'Est, Yougoslavie, Danemark, Suède , Tchécoslovaquie, Hongrie |
| Tournois de qualification | Asie                   | 13 au 29 novembre 1971    | Japon      | 1      | Japon                                                                                 |
| Tournois de qualification | Amériques              | 2 au 6 février 1972       | États-Unis | 1      | États-Unis                                                                            |
| Tournois de qualification | Europe                 | 15 au 23 mars 1972        | Espagne    | 5      | Union soviétique, Norvège, Islande, Pologne, Espagne                                  |
| Tournois de qualification | Afrique                | 25 au 31 mars 1972        | Tunisie    | 1      | Tunisie                                                                               |

### Modalités
Les 16 équipes qualifiées sont réparties dans quatre poules de quatre équipes. Les deux premières équipes de chaque poule sont qualifiées pour la phase finale. Ces huit équipes sont réparties en deux poules, les résultats des matchs entre deux équipes issues d'une même poule étant conservés. Les premiers de chaque poule s'opposent pour déterminer le champion olympique, les deux seconds s'opposent pour déterminer la médaille de bronze et ainsi de suite.

### Lieux de la compétition
La compétition s'est jouée dans cinq salles de cinq villes :
| Ville        | Munich             | Augsbourg         | Böblingen         | Göppingen         | Ulm               |
| ------------ | ------------------ | ----------------- | ----------------- | ----------------- | ----------------- |
| Salle        | Olympiahalle       | Sporthalle (de)   | Sporthalle (de)   | Hohenstaufenhalle | Donauhalle (de)   |
| Image        |                    |                   |                   |                   |                   |
| Capacité     | 15 500 spectateurs | 3 090 spectateurs | 6 500 spectateurs | 5 600 spectateurs | 3 500 spectateurs |
| Inauguration | 1972               | 1965              | 1966              | 1967              | 1956              |

## Tour préliminaire

### Groupe A
|     | Équipe           | Pts | J | G | N | P | Bp | Bc | Diff |
| --- | ---------------- | --- | - | - | - | - | -- | -- | ---- |
| 1er | Suède            | 4   | 3 | 1 | 2 | 0 | 40 | 34 | 6    |
| 2e  | Union soviétique | 4   | 3 | 1 | 2 | 0 | 40 | 34 | 6    |
| 3e  | Pologne          | 3   | 3 | 1 | 1 | 1 | 35 | 38 | -3   |
| 4e  | Danemark         | 1   | 3 | 0 | 1 | 2 | 30 | 39 | -9   |

- Danemark - URSS : 12-12
- Suède - Pologne : 13-13
- Pologne - Danemark : 11-8
- Suède - URSS : 11-11
- Suède - Danemark : 16-10
- URSS - Pologne : 17-11

### Groupe B
|     | Équipe             | Pts | J | G | N | P | Bp | Bc | Diff |
| --- | ------------------ | --- | - | - | - | - | -- | -- | ---- |
| 1er | Allemagne de l'Est | 6   | 3 | 3 | 0 | 0 | 51 | 32 | 19   |
| 2e  | Tchécoslovaquie    | 3   | 3 | 1 | 1 | 1 | 56 | 40 | 16   |
| 3e  | Islande            | 3   | 3 | 1 | 1 | 1 | 57 | 51 | 6    |
| 4e  | Tunisie            | 0   | 3 | 0 | 0 | 3 | 32 | 73 | -41  |

- Allemagne de l'Est - Islande : 16-11
- Tchécoslovaquie - Tunisie: 25-7
- Allemagne de l'Est - Tunisie : 21-9
- Tchécoslovaquie - Islande : 19-19
- Allemagne de l'Est - Tchécoslovaquie : 14-12
- Islande - Tunisie : 27-16

### Groupe C
|     | Équipe               | Pts | J | G | N | P | Bp | Bc | Diff |
| --- | -------------------- | --- | - | - | - | - | -- | -- | ---- |
| 1er | Roumanie             | 6   | 3 | 3 | 0 | 0 | 46 | 37 | 9    |
| 2e  | Allemagne de l'Ouest | 3   | 3 | 1 | 1 | 1 | 39 | 38 | 1    |
| 3e  | Norvège              | 3   | 3 | 1 | 1 | 1 | 48 | 50 | -2   |
| 4e  | Espagne              | 0   | 3 | 0 | 0 | 3 | 39 | 47 | -8   |

- Roumanie - Norvège : 18-14
- Allemagne de l'Ouest - Espagne : 13-10
- Roumanie - Espagne : 15-12
- Allemagne de l'Ouest - Norvège : 15-15
- Roumanie - Allemagne de l'Ouest : 13-11
- Norvège - Espagne : 19-17

### Groupe D
|     | Équipe      | Pts | J | G | N | P | Bp | Bc | Diff |
| --- | ----------- | --- | - | - | - | - | -- | -- | ---- |
| 1er | Yougoslavie | 6   | 3 | 3 | 0 | 0 | 63 | 45 | 18   |
| 2e  | Hongrie     | 4   | 3 | 2 | 0 | 1 | 64 | 45 | 19   |
| 3e  | Japon       | 2   | 3 | 1 | 0 | 2 | 46 | 56 | -10  |
| 4e  | États-Unis  | 0   | 3 | 0 | 0 | 3 | 46 | 73 | -27  |

- Yougoslavie - Japon : 20-14
- Hongrie - États-Unis : 28-15
- Yougoslavie - États-Unis : 25-15
- Hongrie - Japon, 20-12
- Yougoslavie - Hongrie : 18-16
- Japon - États-Unis : 20-16

## Tour principal
Les résultats du premier tour entre équipes du même groupe sont conservés.
- Qualifié pour la finale
- Qualifié pour le match pour la 3e place
- Qualifié pour les matchs de la 5e à la 8e place

### Groupe I
|     | Équipe             | Pts | J | G | N | P | Bp | Bc | Diff |
| --- | ------------------ | --- | - | - | - | - | -- | -- | ---- |
| 1er | Tchécoslovaquie    | 4   | 3 | 2 | 0 | 1 | 42 | 38 | 4    |
| 2e  | Allemagne de l'Est | 4   | 3 | 2 | 0 | 1 | 36 | 34 | 2    |
| 3e  | Union soviétique   | 3   | 3 | 1 | 1 | 1 | 34 | 34 | 0    |
| 4e  | Suède              | 1   | 3 | 0 | 1 | 2 | 34 | 40 | -6   |

- Tchécoslovaquie - Suède : 15-12
- URSS - Allemagne de l'Est 11-8
- Allemagne de l'Est - Suède : 14-11
- Tchécoslovaquie - URSS : 15-12

### Groupe II
|     | Équipe               | Pts | J | G | N | P | Bp | Bc | Diff |
| --- | -------------------- | --- | - | - | - | - | -- | -- | ---- |
| 1er | Yougoslavie          | 6   | 3 | 3 | 0 | 0 | 56 | 44 | 12   |
| 2e  | Roumanie             | 4   | 3 | 2 | 0 | 1 | 46 | 39 | 7    |
| 3e  | Allemagne de l'Ouest | 2   | 3 | 1 | 0 | 2 | 43 | 51 | -8   |
| 4e  | Hongrie              | 0   | 3 | 0 | 3 | 0 | 44 | 55 | -11  |

- Roumanie - Hongrie : 20-14
- Yougoslavie - Allemagne de l'Ouest : 24-15
- Yougoslavie - Roumanie : 14-13
- Allemagne de l'Ouest - Hongrie : 17-14

### Tour final
| Match                  | Équipe 1         | Score   | Équipe 2             |
| ---------------------- | ---------------- | ------- | -------------------- |
| Finale                 | Yougoslavie      | 21 – 16 | Tchécoslovaquie      |
| Match pour la 3e place | Roumanie         | 19 – 16 | Allemagne de l'Est   |
| Match pour la 5e place | Union soviétique | 17 – 16 | Allemagne de l'Ouest |
| Match pour la 7e place | Suède            | 19 – 18 | Hongrie              |

|  | Demi-finales de classement | Demi-finales de classement |                         |      | Match pour la 9e place | Match pour la 9e place |
|  | Demi-finales de classement | Demi-finales de classement |                         |      | Match pour la 9e place | Match pour la 9e place |
|  |                            |                            |                         |      |                        |                        |
|  |                            |                            |                         |      |                        |                        |
|  |                            |                            |                         |      |                        |                        |
|  | Norvège                    | 19                         |                         |      |                        |                        |
|  | Norvège                    | 19                         |                         |      |                        |                        |
|  | Japon                      | 17                         |                         |      |                        |                        |
|  | Japon                      | 17                         | Norvège                 | 23ap |                        |                        |
|  |                            |                            | Norvège                 | 23ap |                        |                        |
|  |                            | Pologne                    | 20                      |      |                        |                        |
|  | Pologne                    | Pologne                    | 20                      | 20   |                        |                        |
|  | Pologne                    |                            |                         | 20   |                        |                        |
|  | Islande                    | 17                         |                         |      |                        |                        |
|  | Islande                    | 17                         | Match pour la 11e place |      |                        |                        |
|  |                            |                            |                         |      |                        |                        |
|  |                            |                            |                         |      |                        |                        |
|  |                            |                            |                         |      |                        |                        |
|  | Japon                      | 19                         |                         |      |                        |                        |
|  | Japon                      | 19                         |                         |      |                        |                        |
|  | Islande                    | 18                         |                         |      |                        |                        |
|  | Islande                    | 18                         |                         |      |                        |                        |

|  | Demi-finales de classement | Demi-finales de classement |                         |    | Match pour la 13e place | Match pour la 13e place |
|  | Demi-finales de classement | Demi-finales de classement |                         |    | Match pour la 13e place | Match pour la 13e place |
|  |                            |                            |                         |    |                         |                         |
|  |                            |                            |                         |    |                         |                         |
|  |                            |                            |                         |    |                         |                         |
|  | Danemark                   | 29                         |                         |    |                         |                         |
|  | Danemark                   | 29                         |                         |    |                         |                         |
|  | Tunisie                    | 21                         |                         |    |                         |                         |
|  | Tunisie                    | 21                         | Danemark                | 19 |                         |                         |
|  |                            |                            | Danemark                | 19 |                         |                         |
|  |                            | États-Unis                 | 18                      |    |                         |                         |
|  | États-Unis                 | États-Unis                 | 18                      | 22 |                         |                         |
|  | États-Unis                 |                            |                         | 22 |                         |                         |
|  | Espagne                    | 20                         |                         |    |                         |                         |
|  | Espagne                    | 20                         | Match pour la 15e place |    |                         |                         |
|  |                            |                            |                         |    |                         |                         |
|  |                            |                            |                         |    |                         |                         |
|  |                            |                            |                         |    |                         |                         |
|  | Tunisie                    | 20                         |                         |    |                         |                         |
|  | Tunisie                    | 20                         |                         |    |                         |                         |
|  | Espagne                    | 23                         |                         |    |                         |                         |
|  | Espagne                    | 23                         |                         |    |                         |                         |

## Classement final
| Rang                               | Équipe               | J | G | N | P | Bp  | Bc  | Diff |
| ---------------------------------- | -------------------- | - | - | - | - | --- | --- | ---- |
| Médaille d'or, Jeux olympiques     | Yougoslavie          | 6 | 6 | 0 | 0 | 122 | 89  | 33   |
| Médaille d'argent, Jeux olympiques | Tchécoslovaquie      | 6 | 3 | 1 | 2 | 102 | 85  | 17   |
| Médaille d'argent, Jeux olympiques | Roumanie             | 6 | 5 | 0 | 1 | 98  | 81  | 17   |
| 4e                                 | Allemagne de l'Est   | 6 | 4 | 0 | 2 | 89  | 73  | 16   |
| 5e                                 | Union soviétique     | 6 | 3 | 2 | 1 | 80  | 73  | 7    |
| 6e                                 | Allemagne de l'Ouest | 6 | 2 | 1 | 3 | 87  | 93  | -6   |
| 7e                                 | Suède                | 6 | 2 | 2 | 2 | 82  | 81  | 1    |
| 8e                                 | Hongrie              | 6 | 2 | 0 | 4 | 110 | 101 | 9    |
| 9e                                 | Norvège              | 5 | 3 | 1 | 1 | 90  | 87  | 3    |
| 10e                                | Pologne              | 5 | 2 | 1 | 2 | 75  | 78  | -3   |
| 11e                                | Japon                | 5 | 2 | 0 | 3 | 82  | 93  | -11  |
| 12e                                | Islande              | 5 | 1 | 1 | 3 | 92  | 90  | 2    |
| 13e                                | Danemark             | 5 | 2 | 1 | 2 | 78  | 78  | 0    |
| 14e                                | États-Unis           | 5 | 1 | 0 | 4 | 86  | 112 | -26  |
| 15e                                | Espagne              | 5 | 1 | 0 | 4 | 82  | 89  | -7   |
| 16e                                | Tunisie              | 5 | 0 | 0 | 5 | 73  | 125 | -52  |

En plus de l'Allemagne de l'Est, organisateur, et de la Roumanie, Champion du monde en 1970, six équipes obtiennent leur qualification pour le Championnat du monde 1974 : Yougoslavie, Tchécoslovaquie, Union soviétique, Allemagne de l'Ouest, Suède et Hongrie.

## Statistiques et récompenses

### Meilleurs buteurs
Les meilleurs buteurs sont :
| Rang | Joueur               | Nationalité     | Buts | Matchs |
| ---- | -------------------- | --------------- | ---- | ------ |
| 1    | Gheorghe Gruia       | Roumanie        | 37   | 6      |
| 2    | István Varga (en)    | Hongrie         | 32   | 6      |
| 3    | Đorđe Lavrnić (en)   | Yougoslavie     | 28   | 6      |
| 4    | Flemming Hansen (en) | Danemark        | 27   | 5      |
| 4    | Milan Lazarević (en) | Yougoslavie     | 27   | 6      |
| 6    | Lennart Eriksson     | Suède           | 25   | 6      |
| 7    | Richard Abrahamson   | États-Unis      | 24   | 5      |
| 7    | Fawzi Sbabti         | Tunisie         | 24   | 5      |
| 8    | Jaroslav Konečný     | Tchécoslovaquie | 22   | 6      |
| 8    | Torstein Hansen      | Norvège         | 22   | 5      |
| 10   | Jón Magnússon (en)   | Islande         | 21   | 5      |

### Équipe-type
L'équipe-type n'est pas connue ou n'a pas été définie.

## Effectifs des équipes
- Médaille de bronze,  Roumanie : Cornel Penu, Alexandru Dincă, Gabriel Kicsid, Ghiță Licu, Cristian Gațu, Roland Gunesch, Radu Voina, Simon Schobel, Gheorghe Gruia, Werner Stockl, Dan Marin, Adrian Cosma, Valentin Samungi, Constantin Tudosie, Ștefan Birtalan. Entraîneurs : Niculae Nedeff, Oprea Vlase
- 4e place,  Allemagne de l'Ouest : Wolfgang Böhme, Reiner Frieske, Reiner Ganschow, Jürgen Hildebrandt, Horst Jankhöfer, Wolfgang Lakenmacher, Klaus Langhoff, Peter Larisch, Peter Randt, Udo Röhrig, Josef Rose, Siegfried Voigt, Klaus Weiß, Rainer Würdig, Rainer Zimmermann, Harry Zörnack. Entraîneur : Heinz Seiler
- 5e place,  Union soviétique : Valeri Gassi, Vassili Iline, Mikhaïl Ichtchenko, Iouri Klimov, Valentine Koulev, Iouri Lahoutine, Mikhaïl Louzenko, Vladimir Maksimov, Albert Oganezov, Alexandre Panov, Alexandre Rezanov, Nikolaï Semenov, Anatoli Chevtchenko, Ivan Ousati, Jānis Vilsons. Entraîneur : Anatoli Evtouchenko
- 6e place,  Allemagne de l'Est : Herwig Ahrendsen, Hans-Jürgen Bode, Wolfgang Braun, Peter Bucher, Jochen Feldhoff, Diethard Finkelmann, Josef Karrer, Klaus Kater, Klaus Lange, Herbert Lübking, Heiner Möller, Hans-Peter Neuhaus, Uwe Rathjen, Herbert Rogge, Herbert Wehnert, Klaus Westebbe. Entraîneur : Werner Vick
- 7e place,  Suède : Björn Andersson, Bo Andersson, Dan Eriksson, Lennart Eriksson, Johan Fischerström, Göran Hård af Segerstad, Bengt Johansson, Benny Johansson, Jan Jonsson (en), Lars Karlsson, Michael Koch, Olle Olsson, Sten Olsson, Thomas Persson, Bertil Söderberg, Frank Ström. Entraîneur : Roland Mattsson
- 8e place,  Hongrie : János Adorján, Béla Bartalos, János Csík, László Harka, József Horváth, Sándor Kaló, István Marosi, Lajos Simó, János Stiller, István Szabó, László Szabó, Sándor Takács, István Varga, Károly Vass, Sándor Vass, Gyula Huth. Entraîneur : Miklós Albrecht
- 9e place,  Norvège :  Per Ankre, Arnulf Bæk, Pål Bye, Pål Cappelen, Carl Graff-Wang, Inge Hansen, Torstein Hansen, Roger Hverven, Ulf Magnussen, Jan Økseter, Sten Osther, Jon Reinertsen, Geir Røse, Per Søderstrøm, Harald Tyrdal, Finn Urdal. Entraîneur : Thor Nohr
- 10e place,  Pologne : Zdzisław Antczak, Zbigniew Dybol, Franciszek Gąsior, Jan Gmyrek, Bogdan Kowalczyk, Zygfryd Kuchta, Andrzej Lech, Jerzy Melcer, Helmut Pniociński, Henryk Rozmiarek, Andrzej Sokołowski, Engelbert Szolc, Andrzej Szymczak, Włodzimierz Wachowicz, Robert Zawada. Entraîneur : Janusz Czerwiński
- 11e place,  Japon : Shuji Arinaga, Katsuhiko Chikamori, Kiyotaka Hayakawa, Hiroshi Honda, Masayuki Hyokai, Nobuyuki Iida, Minoru Kino, Takezo Nakai, Toshio Niimi, Kiyoshi Noda, Kenichi Sasaki, Toshihiko Shimosato. Entraîneur :
- 12e place,  Islande : Axel Axelsson, Ólafur Benediktsson, Björgvin Björgvinsson, Hjalti Einarsson, Sigurður Einarsson, Birgir Finnbogason, Stefán Gunnarsson, Geir Hallsteinsson, Ólafur Jónsson, Stefán Jónsson, Jón Magnússon, Ágúst Ögmundsson, Sigurbergur Sigsteinsson, Viðar Símonarson, Gunnsteinn Skúlason, Gísli Blöndal. Entraîneur : Hilmar Björnsson
- 13e place,  Danemark :  Arne Andersen, Keld Andersen, Jørgen Frandsen, Claus From, Flemming Hansen, Jørgen Heidemann, Søren Jensen, Bent Jørgensen, Kay Jørgensen, Flemming Lauritzen, Svend Lund, Tom Lund, Thor Munkager, Vagn Nielsen, Karsten Sørensen, Jørgen Vodsgaard. Entraîneur : Jørgen Gaarskjær
- 14e place,  États-Unis : Richard Abrahamson, Fletcher Abram, Roger Baker, Dennis Berkholtz, Larry Caton, Vincent DiCalogero, Elmer Edes, Thomas Hardiman, Rudolph Matthews, Sandor Rivnyak, James Rogers, Richard Schlesinger, Kevin Serrapede, Robert Sparks, Joel Voelkert, Harry Winkler. Entraîneur : Peter Buehning
- 15e place,  Espagne : Antonio Andreu, Miguel Ángel Cascallana, Fernando de Andrés, Javier García Cuesta, Jesús Guerrero, Juan Miguel Igartua, Santos Labaca, Francisco López, Juan Antonio Medina, Juan Morera, Vicente Ortega, José Perramón, José Rochel, José Manuel Taure, José Villamarín. Entraîneur : Domingo Bárcenas
- 16e place,  Tunisie : Ahmed Bechir Bel Hadj (en), Abderraouf Ben Samir (en), Moncef Besbes (en), Rached Boudhina (en), Taoufik Djemail (en), Aleya Hamrouni (en), Mohamed Naceur Jelili (en), Mounir Jelili, Mohamed Klai (en), Mohamed Khalladi (en), Faouzi Ksouri (en), Moncef Loueslati (en), Fawzi Sbabti, Amor Sghaier (en), Abdel Aziz Zaibi (en), Ridha Zitoun (en). Entraîneur : Haralambie Firan

## Arbitres
La Fédération internationale de handball (IHF) a sélectionné 12 binômes d'arbitres pour le tournoi :
- Edgar Reichel et Wilfried Tetens
- Otto Falk et Hans Rosmanith
- Jack Falk Rodil et Poul Ovdal
- Lennart Larsson et Leif Olsson (en)
- Hans Carlsson et Thorild Janerstam
- Hansjakob Bertschinger (de) et Curt Gabriel
- Milan Valčić et Vlado Simanović
- Unto Reppo et Heikki Tuominen
- Kai Huseby et Knut Nilsson
- Heinz Singer et Hans Joachim Siebert
- Vasile Sidea et Pandele Cîrligeanu
- László Keszthelyi et László Márki